# Live at SoFi Stadium
Live at SoFi Stadium är det första livealbumet av den kanadensiska sångaren The Weeknd. Albumet släpptes den 3 mars 2023 och spelades in under hans två spelningar på SoFi Stadium i Inglewood i Kalifornien under hans turné After Hours til Dawn Tour i november 2022.

## Bakgrund
I februari 2020 utannonserades The After Hours Tour som support för The Weeknds fjärde studioalbum After Hours. Turnén var då tänkt att börja i juni samma år, men sköts i maj upp till 2021 på grund av Covid-19-pandemin. Efter en lång tid utan nyheter om nya turnédatum kom till slut meddelande i oktober 2021 att turnén skulle flyttas ännu en gång till sommaren 2022 och att spelningar nu istället skulle köras i större arenor eftersom trycket på biljetter varit stort. Turnén döptes samtidigt även om till After Hours til Dawn Tour, vilket var i linje med de uttalanden The Weeknd hade börjat göra om ett kommande studioalbum:
"If the last album is the After Hours of the night, then The Dawn is coming"

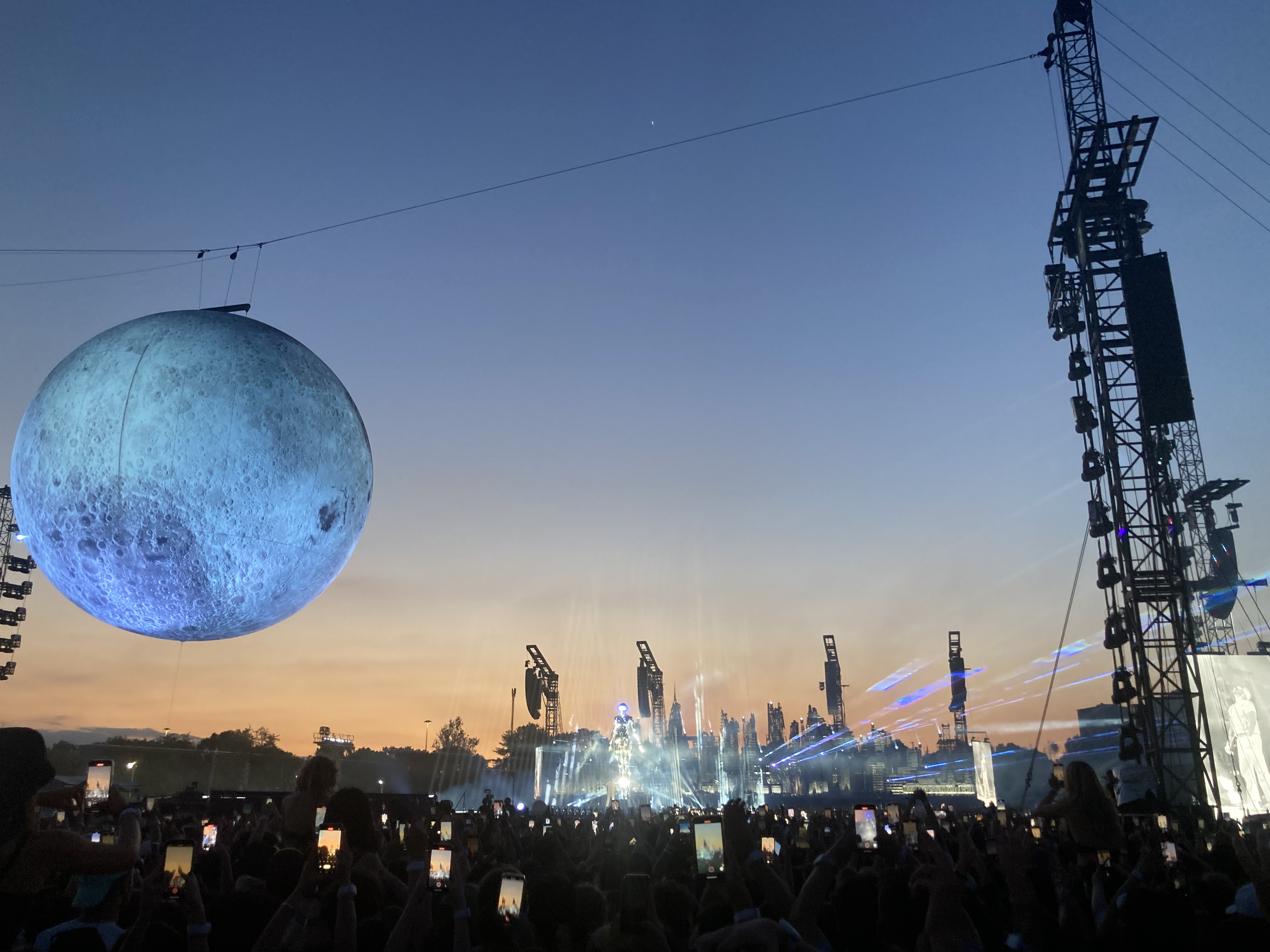
The Weeknd uppträder under The After Hours til Dawn Tour i Milano, juni 2023

The Weeknds femte studioalbum Dawn FM släpptes den 7 januari 2022.
Den 2 februari 2023 utannonserades konsertfilmen Live at SoFi Stadium, som skulle släppas på HBO och HBO Max den 25 februari. Den 1 mars utannonserade The Weeknd via sin Twitter att konserten även skulle släppas som livealbum den 3 mars.

## Låtlista[7][8]
| 1.           | Intro                      |                            | 1:35    |
| 2.           | Alone Again                | After Hours                | 2:47    |
| 3.           | Gasoline                   | Dawn FM                    | 3:15    |
| 4.           | Sacrifice                  | Dawn FM                    | 4:23    |
| 5.           | How Do I Make You Love Me? | Dawn FM                    | 3:29    |
| 6.           | Can't Feel My Face         | Beauty Behind the Madness  | 3:03    |
| 7.           | Take My Breath             | Dawn FM                    | 3:55    |
| 8.           | Hurricane                  | Donda                      | 2:07    |
| 9.           | The Hills                  | Beauty Behind the Madness  | 3:05    |
| 10.          | Often                      | Beauty Behind the Madness  | 2:28    |
| 11.          | Crew Love                  | Take Care                  | 1:53    |
| 12.          | Starboy                    | Starboy                    | 4:05    |
| 13.          | Heartless                  | After Hours                | 2:04    |
| 14.          | Low Life                   | Evol                       | 1:47    |
| 15.          | Or Nah                     | (Remix, fristående singel) | 1:41    |
| 16.          | Kiss Land                  | Kiss Land                  | 1:50    |
| 17.          | Party Monster              | Starboy                    | 3:09    |
| 18.          | Faith                      | After Hours                | 3:05    |
| 19.          | After Hours                | After Hours                | 4:27    |
| 20.          | Out of Time                | Dawn FM                    | 3:20    |
| 21.          | I Feel It Coming           | Starboy                    | 3:54    |
| 22.          | Die For You                | Starboy                    | 3:13    |
| 23.          | Is There Someone Else?     | Dawn FM                    | 3:57    |
| 24.          | I Was Never There          | My Dear Melancholy,        | 2:17    |
| 25.          | Wicked Games               | House of Balloons          | 2:23    |
| 26.          | Call Out My Name           | My Dear Melancholy,        | 4:02    |
| 27.          | The Morning                | House of Balloons          | 3:19    |
| 28.          | Save Your Tears            | After Hours                | 2:58    |
| 29.          | Less Than Zero             | Dawn FM                    | 4:04    |
| 30.          | Blinding Lights            | After Hours                | 4:13    |
| 31.          | Outro                      |                            | 3:10    |
| Total längd: | Total längd:               | Total längd:               | 1:35:00 |